# Green (R.E.M.)
Green è il sesto album in studio del gruppo musicale R.E.M., pubblicato il 7 novembre del 1988 per l'etichetta Warner Bros. Records

## Descrizione
Fu il primo LP del gruppo con la major Warner Bros. Con questo disco passarono dall'essere un gruppo universitario a band rock di livello internazionale, anche grazie a singoli di grande impatto come Stand e Orange Crush, oltre alle invettive contro la politica statunitense di Ronald Reagan, nascoste nel testo di World Leader Pretend, primo brano del gruppo ad avere stampato il testo integrale nell'album.
È un disco molto importante per il gruppo, cominciò la scalata verso il successo planetario, raggiunto con la pubblicazione di Out of Time nel 1991.
Peter Buck, oltre alle chitarre, aggiunse alla sua strumentazione il mandolino, utilizzato in 3 delle 11 canzoni dell'album.
Nella versione originale in vinile le prime sei tracce facevano parte della facciata A, dalla band rinominata "Air side", mentre le successive erano la "Metal side".

## Tracce
Musica e testi di Bill Berry, Peter Buck, Mike Mills e Michael Stipe
1. Pop Song 89 – 3:04
2. Get Up – 2:39
3. You Are the Everything – 3:41
4. Stand – 3:10
5. World Leader Pretend – 4:17
6. The Wrong Child – 3:36
7. Orange Crush – 3:51
8. Turn You Inside-Out – 4:16
9. Hairshirt – 3:55
10. I Remember California – 4:59
11. Untitled – 3:10

## Formazione
- Michael Stipe – voce
- Peter Buck – chitarra, mandolino, batteria (traccia 11)
- Mike Mills – basso, tastiera, fisarmonica, cori
- Bill Berry – batteria, percussioni, cori, basso (tracce 3, 6, 9)

### Altri musicisti
- Bucky Baxter – pedal steel guitar (traccia 5)
- Keith LeBlanc – percussioni (traccia 8)
- Jane Scarpantoni – violoncello (traccia 5)